# Certified Information Systems Security Professional
CISSP (Certified Information Systems Security Professional) es una certificación de alto nivel profesional otorgada por la (ISC)2 (International Information Systems Security Certification Consortium, Inc), con el objetivo de ayudar a las empresas a reconocer a los profesionales con formación en el área de seguridad de la información. En enero del 2022, había registrados 152,632 CISSPs en el mundo.
CISSP es considerada como una de las credenciales de mayor representatividad en el ámbito de la seguridad informática a nivel mundial. En junio de 2004 CISSP obtuvo la acreditación ANSI e ISO/IEC Standard 17024:2003. La certificación también tiene aprobación del Departamento de Defensa de Estados Unidos (DOD) en las categorías técnicas (Information Assurance Technical (IAT)) y de dirección (Information Assurance Managerial (IAM)) para el requerimiento de certificación DoDD 8570 Archivado el 13 de mayo de 2017 en Wayback Machine.. La certificación CISSP ha sido adoptada como estándar para el programa ISSEP de la Agencia Nacional de Seguridad de EE. UU..

## Requisitos
Los aspirantes a obtener la certificación CISSP deben cumplir con los siguientes requerimientos:
- Aprobar el examen para CISSP: Este examen consta de 250 preguntas de selección simple y 6 horas de duración, en el cual se evalúa el manejo que tiene el candidato sobre cada uno de los 8 dominios de conocimiento que conforman el Common Body of Knowledge (CBK), obteniendo una puntuación superior o igual a 700 sobre 1000

- Demostrar experiencia mínima de 5 años en al menos dos de los 8 dominios del CBK

- Adherirse al Código de Ética de la ISC2

- En caso de ser seleccionado para tal fin, el aspirante debe someterse y pasar un proceso de auditoría respondiendo cuatro preguntas en relación con el historial delictivo y de antecedentes personales

Con el objetivo de mantener su estado de CISSP, aquellos profesionales certificados deben realizar cierta cantidad de actividades cuya finalidad primordial es asegurar que el profesional se ha mantenido activo en el área de la seguridad. Cada una de estas actividades reciben cierta cantidad de créditos (CPE) de los cuales el profesional debe reunir 120 cada 3 años. Si el CISSP no reúne los 120 CPEs en el tiempo definido, debe entonces volver a tomar y aprobar el examen si desea mantener su certificación.

## Dominios
1. Seguridad de la Información y Gestión de Riesgos (Information Security and Risk Management)
2. Sistemas y Metodología de Control de Acceso (Access Control)
3. Criptografía (Cryptography)
4. Seguridad Física (Physical Security)
5. Arquitectura y Diseño de Seguridad (Security Architecture and Design)
6. Legislación, Regulaciones, Cumplimiento de las mismas e Investigación (Legal, Regulations, Compliance, and Investigation)
7. Seguridad de red y Telecomunicaciones (Telecommunications and Network Security)
8. Planes de continuidad del negocio y de Recuperación Frente a Desastres (Business Continuity and Disaster Recovery Planning)
9. Seguridad de Aplicaciones (Applications Security)
10. Seguridad de Operaciones (Operations Security)

En el año 2015 se actualizaron los dominios de la siguiente manera:
1. Seguridad y gestión de riesgos (Security and Risk Management)
2. Seguridad de activos (Asset Security)
3. Arquitectura de seguridad e ingeniería (Security Architecture and Engineering)
4. Comunicación y seguridad de red (Communications & Network Security)
5. Gestión de identidad y acceso (IAM) (Identity & Access Management)
6. Evaluación de seguridad y pruebas (Security Assessment & Testing)
7. Operaciones de seguridad (Security Operations)
8. Seguridad de desarrollo de software (Software Development Security)

## Miembros
En enero del 2022, había registrados 152,632 CISSPs en el mundo.
| País (Top 15)  | Miembros |
| -------------- | -------- |
| Estados Unidos | 94,320   |
| Reino Unido    | 8,226    |
| Canadá         | 6,632    |
| China          | 3,866    |
| Japón          | 3,339    |
| Australia      | 3,169    |
| India          | 3,156    |
| Países Bajos   | 2,908    |
| Singapur       | 2,804    |
| Alemania       | 2,727    |
| Corea          | 2,122    |
| Hong Kong      | 1,960    |
| Francia        | 1,210    |
| Suiza          | 1,087    |
| España         | 819      |